# Sulle tracce dell'imperfetto
Sulle tracce dell'imperfetto è il ventesimo album in studio di Renato Zero, pubblicato nel 1995.

## Il disco
L'album è l'ideale seguito del precedente L'imperfetto. Zero sceglie di festeggiare così i suoi primi 30 anni di carriera, riproponendo uno dei suoi primissimi brani, Paleobarattolo, posto in apertura del breve lavoro (soltanto 8 tracce), in una nuova lunghissima versione, aggiornata alle sonorità più moderne (senza comunque stravolgerne le linee originali) e contenente anche la relativa esecuzione strumentale, intervallata da altri 4 strumentali di brani storici nel repertorio di Renato, La favola mia, Il carrozzone, Amico (di cui compaiono anche alcuni estratti del cantato) e Il cielo.
Il long playing, sicuramente un disco di passaggio, dettato più da motivi celebrativi che creativi, contiene comunque uno dei maggiori successi di sempre nella carriera di Zero, I migliori anni della nostra vita (a cui il cantautore, come avvenne già per un altro dei suoi grandi successi storici, Il carrozzone, non ha eccezionalmente preso parte, lasciandone la composizione alla collaudata coppia di autori Maurizio Fabrizio/Guido Morra), titolo utilizzato anche come sottotitolo del tour che seguì l'uscita dell'album, TuttoZero - I migliori anni della nostra vita.
Da segnalare inoltre il toccante brano intitolato Un altro pianeta, con testo di Mariella Nava (già autrice del brano del rilancio di Renato, Spalle al muro del 1991), in cui Zero torna ad affrontare il tema dell'omosessualità, raccontando stavolta la storia di una coppia gay, che sceglie di suicidarsi per fuggire dai pregiudizi, e Ancora gente, pezzo al passo coi tempi, che si inserisce nel filone più popolare, composto da canzoni quale Gente, La gente come noi e altre più recenti, che non contengono la parola «gente» nel titolo, ma ne trattano poi nel testo.
Il libretto interno dei testi è costellato di fotografie storiche dell'artista, risalenti soprattutto agli anni settanta dei lustrini, delle paillettes e dei travestimenti teatrali, mentre sulla copertina esterna, Renato non compare se non in un'immagine piccolissima, tratta dal precedente album, mentre la copertina del nuovo è dominata dal titolo, ricavato da lettere colorate, ritagliate in diversi formati, alla stregua delle tipiche missive anonime.
Il 15 febbraio 2019, l'album è stato pubblicato, in versione rimasterizzata, su tutte le piattaforme digitali ed è stato ristampato in versione CD per la collana Mille e uno Zero, edita con TV Sorrisi e Canzoni.

## Tracce
1. Paleobarattolo - (Medley) - 6:34
2. Un po' d'azzurro - (RenatoZero/Riccardi-RenatoZero) - 5:16
3. Ancora gente - (RenatoZero/Baldan) - 3:39
4. Nel fondo di un amore - (Evangelisti/Laurenti-RenatoZero) - 3:36
5. Supersolo - (RenatoZero/Riccardi-RenatoZero) - 4:25
6. Fine favola (Califano/RenatoZero-Baldan) - 3:12
7. Un altro pianeta (Mariella Nava) - 4:43
8. I migliori anni della nostra vita (Morra/M. Fabrizio) - 4:27

## Formazione
- Renato Zero – voce
- Paolo Costa, Maurizio Galli, Mick Feat – basso
- Phil Palmer, Adriano Martino – chitarra
- Lele Melotti, Derek Wilson – batteria
- Rosario Jermano – percussioni
- Roberto Guarino – chitarra, programmazione, basso,  pianoforte e tastiera
- Danilo Riccardi – pianoforte, tastiera e Fender Rhodes
- Alessandro Centofanti, Gianluca Podio – tastiera
- Pete Gleadall, Paul Bliss – programmazione
- Mariella Nava – pianoforte e tastiera
- Demo Morselli – tromba
- Mauro Parodi – trombone
- Daniele Comoglio – sax
- Augusto Giardino, Pasquale Schembri – cori

## Classifiche
| Classifica (1995) | Posizione massima |
| ----------------- | ----------------- |
| Italia            | 2                 |

### Classifiche di fine anno
| Classifica (1995) | Posizione massima |
| ----------------- | ----------------- |
| Italia            | 39                |